# Елоевы
Ело́евы (чечен. Елуой; осет. Елуатæ) — фамилия вайнахского происхождения, имевшая статус узденей и таубиев.

## История
По одной из версий фамилия Елоевых появилась от потомков Цимити или аланского царя Ос-Багатара II.

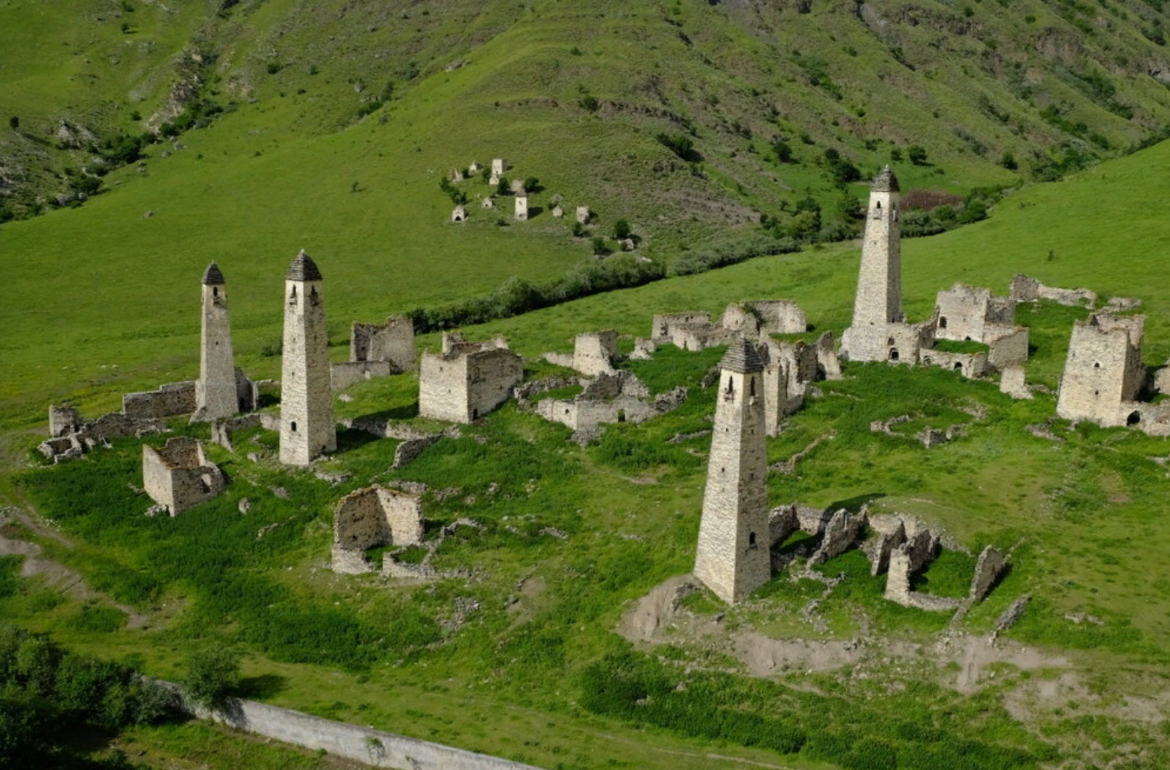
Башни Елоевых

Елоевы имеют вайнахское происхождение и входят в чеченский тейп Мержой, тукхум Орстхой, часть проживающая в Ингушетии входит в тейп Йовлой. Елоевы происходили в местности Йовлой чlодж, которое находится на территории современной Грузии и проживали на территории Ортсхой-Мохк. Это ущелье было расположено на Северном склоне главного Кавказского хребта у истоков реки Терек. В конце XVIII века часть представителей фамилии Елоевых, вместе с представителями фамилии Хугаевых переселились в Куртатинское ущелье, и получили там земли. Там представители фамилии Елоевых стали крупными и влиятельными феодалами и имели несколько башен и поместье. Куртатинские башни Елоевых датируются XVII—XVIII веком. Наряду с Елоевыми из вайнахских родов, там также жили Хугаевы и Газгиреевы. Помимо вайнахской фамилии Елоевых (на осет. Елуатæ), в Осетии также проживала осетинская фамилия Елоевых (осет. Елойтæ), которая не имела родства с вайнахской и происходила из осетинского алагирского общества, откуда позже из-за нехватки земли переселилась в Джавское ущелье.
В XVII—XIX веках Елоевы владели землями в Куртатинском и Джейрахском ущельях (у реки Фортанга, Орстхой-Мохк). Основой имущественного положения Елоевых стали бесчисленные стада овец, табуны лошадей и плодородные земли. В XVIII веке Елоевы имели свою каменную крепость (не сохранилась до наших дней) и башни в Джейрахском и Куртатинском ущельях, последняя на данный момент является объектом культурного наследия федерального значения. В XVIII веке Елоевы смогли расширить свои владения, выселив и забрав у рода Габисовых земли над аулом Цимити, в том числе и башни.
В XVIII веке Кубади Асоевич Елоев, несмотря на осетинское большинство, входил в число наиболее влиятельных феодалов Куртатинского общества выступающих за политический союз с Российским государством. За преданность Российскому государству, фамилии Елоевых, Гусовых, Мамуковых и Газгиреевых получили некоторые привилегии и Российское дворянское подданство. Женат Кубад Елоев был на дочери тагаурского алдара Гуго Тегоевне Алдатовой. Сын Кубада, Аз-Гирей Кубадиевич Елоев, отстаивая сословные права своей фамилии, в числе доверенных лиц I-й степени узденей Осетино-Цимитинского общества подписал прошение в «Комитет для разбора личных и поземельных прав туземного населения левого крыла Кавказской линии». Сын Аз-Гирея, Кавдын имел звание юнкера и входил в Штаб обер-офицеров и юнкеров Военно-Осетинского округа. В начале XX века Александр Елоев доказал, что фамилия Елоевых принадлежит к привилегированному сословию кавказских феодалов. Во время Гражданской войны в России, Елоевы воевали на стороне Белой Армии, в составе ВСЮР. Среди них известен полковник Заур-бек Елоев.
В данный момент большинство представителей фамилии проживают на территории Северной Осетии (Владикавказ, Пригородный район), Ингушетии и Чечни (Грозный, Шалажи, Гойты, Ачхой-Мартан).

## Список узденей Елоевых
1. Тох
2. Елой
3. Эльмурза Елоев (17 век)
4. Асо Елоев — куртатинский уздень, живший в 17—18 веке.
5. Кубади Асоевич Елоев (18 век)
6. Аз-Гирей Кубадиевич Елоев (18—19 век)
7. Кавдын Аз-Гиреевич Елоев (19 век; 1814 — ?)
8. Тау-Султан (Тасултан) Кавдынович Елоев (19 век)
9. Заур-бек Тау-Султанович Елоев (19-20 век; 1875—1921)
10. Александр Заурбекович Елоев

После полного утверждения СССР на Кавказе Елоевы, как и все кавказские феодалы, потеряли титул узденей.

## Генетика
Eloev — J2-M67
Eloev — J2a4b M67(xM92)

## Генеалогия
| Общество     | Поселения            | Родственные фамилии                           |
| ------------ | -------------------- | --------------------------------------------- |
| Алагирское   | Архон, Верхний Мизур | Бугуловы, Дзиоевы, Макоевы, Хоховы            |
| Ксанское     | Елоиани              | Дриаевы, Меладзе, Саджиевы                    |
| Куртатинское | Харисджин, Цмити     | Давиевы, Джидзаловы, Доевы, Карацевы, Козаевы |

## Известные представители
- Кубади Асоевич Елоев — один из наиболее влиятельных осетинских феодалов, который выступал за вхождение Осетии в состав Российской империи.
- Тау-Султан (Тасултан) Кавдынович Елоев (?) — куртатинский уздень.
- Хаджи-Батыр Али-Султанович Елоев (1903—?) — кавказский таубий.
- Заур-бек Тау-Султанович Елоев (1875 — 1921)— полковник РИА, Герой Первой мировой войны, участник Белого движения.
- Александр Заурбекович Елоев — офицер РИА, кавалер креста Святого Георгия.
- Фатима Абисаловна Елоева (род. 1959) — российский филолог, доктор филологических наук, профессор.
- Алан Магометович Елоев (род. 1977) — судья Девятого арбитражного апелляционного суда.
- Олег Джамбулатович Елоев (1954 — 2021)— полевой командир ЧРИ. Участник боёв за Ачхой-Мартан и Грозный.